# Lei escoteira

A Lei escoteira é um código de conduta praticado entre escoteiros.

## Origens
O conjunto de regras tem inspiração no Bushido japonês, nas leis de honra dos índios norte-americanos, nos códigos da cavalaria medieval europeia, e no Reino Zulu.
Os dez artigos da Lei Escoteira são, na versão original de Baden-Powell:
1. A Honra, para Escoteiros, é ser digno de confiança.
2. O Escoteiro é leal ao Rei, a sua pátria, aos seus escotistas, aos seus pais, aos seus empregadores, e as seus subordinados.
3. O dever para o Escoteiro é ser útil e ajudar o próximo.
4. O Escoteiro é amigo de todos e irmão dos demais escoteiros, não importando, que país classe ou credo, que o outro possa pertencer.
5. O Escoteiro é cortês.
6. O Escoteiro é amigo dos animais e plantas.
7. O Escoteiro obedece às ordens dos seus pais, do seu monitor ou do seu chefe escoteiro.
8. O Escoteiro sorri e assobia sobre todas dificuldades.
9. O Escoteiro é sóbrio econômico e respeita o bem alheio.
10. O Escoteiro é limpo no pensamento,na palavra e na ação.

Os dez artigos da Lei Escoteira são, na versão atual:
1. O escoteiro é honrado e digno de confiança.
2. O escoteiro é leal.
3. escoteiro está sempre alerta para ajudar o próximo e pratica diariamente uma boa ação.
4. O escoteiro é amigo de todos e irmão dos demais Escoteiros.
5. O escoteiro é cortês.
6. escoteiro é bom para os animais e as plantas.
7. O escoteiro é obediente e disciplinado.
8. escoteiro é alegre e sorri nas dificuldades.
9. O escoteiro é econômico e respeita o bem alheio.
10. O escoteiro é limpo de corpo e alma.